# Línea 2 (Metro de Granada)
La Línea 2 del metro de Granada será una línea de metro ligero perteneciente al metro de Granada, cuya puesta en marcha se encuentra prevista para el año 2030. Según el proyecto de construcción actual, será la línea más larga de la red con una longitud total de 27 50 metros y 39 estaciones.
Su trazado atravesará la ciudad transversalmente de norte a sur a través del centro de la ciudad, cubriendo, además de la capital granadina, seis municipios de su área metropolitana: Atarfe, Albolote, Maracena, Armilla, Churriana de la Vega y Las Gabias.

## Historia

Ampliación del metro de Granada por el centro de la capital, cuyo recorrido formará parte de la línea 2.

El proyecto para la creación de una línea 2 del Metro de Granada forma parte del estudio informativo que la Junta de Andalucía presentó en enero de 2022, y cuyo horizonte se encuentra en el año 2030. Esta segunda línea recorrerá de norte a sur el área metropolitana, atravesando el casco histórico a su paso por el centro de la capital. De entre las ocho propuestas analizadas, esta fue la seleccionada por ser la que mejor aprovechaba la infraestructura completa.
Su construcción queda enmarcada dentro de las tres ampliaciones de la infraestructura inicial que planteó el gobierno andaluz ese mismo año: Una extensión por el sur, otra por el norte y otra por el centro de la capital. De estas, la primera en ejecutarse será la prolongación sur, cuyo estudio informativo y proyecto de construcción ya se encuentran redactados. Está previsto que las obras de este subtramo sur comiencen en la primavera de 2023 y finalicen hacia el año 2026.
Para la entrada en funcionamiento de la línea 2, es necesario en particular la ejecución de la expansión del metropolitano por el centro de la capital granadina. Esta obra se trata de una variante que atravesará el centro histórico. En diciembre de 2021 fue presentado el estudio informativo que define el trazado y las paradas de esta extensión. Su recorrido parte de la estación de Andrés Segovia, en servicio desde 2017, en dirección a la Plaza Fontiveros. Desde allí discurriría por la calle Poeta Manuel de Góngora con destino a la Acera del Darro. Continuará en dirección norte hasta la calle Reyes Católicos y la Gran Vía de Colón, una de las principales arterias de la ciudad. Posteriormente atravesaría la avenida de la Constitución para finalizar su trazado en la estación de Caleta, donde conectará con la línea 1.La zona central de la línea, la que discurre por el centro histórico de Granada, no vería iniciadas las obras de construcción hasta después de 2026, al menos.

## Características generales
La línea 2 será la más larga de la red del metro de Granada una vez quede inaugurada. Su trazado será de doble vía, en ancho es de 1.435 mm (ancho internacional). Tendrá una longitud de 27 50 metros y 39 estaciones (705 m de media entre paradas).
La línea, de disposición mixta, constará tanto de tramos soterrados como en superficie. En estos últimos la infraestructura se encontrará integrada con el paisaje urbano de la ciudad. Las vías estarán dispuestas en una plataforma segregada, ornamentada en adoquines o césped artificial. Aquellos puntos en los que el trazado intersecciona con el resto de vehículos o peatones se resuelven mediante regulación semafórica con prioridad para el ferrocarril.
Su trazado será transversal, comenzando en la futura estación de Atarfe. Conectará con la línea 1 en Albolote, por donde transcurrirá junto a esta a lo largo de Maracena y el norte de la capital granadina. A su paso por la capital se bifurcará de la primera línea en la estación de Caleta, donde continuará por las nuevas estaciones de Constitución, Gran Vía, Catedral, Fuente de las Batallas, Humilladero, Manuel de Góngora y Fontiveros. En este punto también se prevé su conexión con la futura circular línea 3.
Reconectará con la línea 1 en la estación de Andrés Segovia, compartiendo su trazado con esta hasta Armilla. Una vez ahí, continuará su trazado atravesando Churriana de la Vega, hasta concluir en su cabecera sur en Las Gabias.

### Intermodalidad
El trazado de la línea 2 se diseñó con el objetivo de completar el servicio de la primera línea cubriendo nuevos municipios del norte y sur del área metropolitana. Otro de sus objetivos principales es llevar el metro al centro de la capital a través de los grandes ejes de la ciudad: Gran Vía y Avenida de la Constitución.
Según el trazado previsto, tendrá con correspondencia con la línea 1 en las estaciones de los municipios de Albolote, Maracena y Armilla, así como en aquellas del norte y sur de la capital. También conectará con la línea 3 en las estaciones del centro de la capital desde Caleta hasta Andrés Segovia. De igual manera, la mayoría de las estaciones están dispuestas en forma de intercambiador con las líneas de bus urbano de Granada y de bus interurbano del Consorcio de Transportes de Granada.